# Jagdgeschwader 114
La Jagdgeschwader 114 (JG 114) (114e escadron de chasseurs) est une unité de chasseurs de la Luftwaffe pendant la Seconde Guerre mondiale.
Active à la fin de 1944, l'unité était vouée à la formation des pilotes de chasse.

## Opérations
La JG 114 opère sur différents avions au cours de son activité :
- Arado Ar 96
- Messerschmitt Bf 109

## Organisation

### I. Gruppe
Formé le 2 septembre 1944 à Hadersleben au Danemark avec :
- Stab I./JG 114 nouvellement créé
- 1./JG 114 nouvellement créé
- 2./JG 114 nouvellement créé

Le 15 octobre 1944, le I./JG 114 est renommé II./JG 102 avec :
- Stab I./JG 114 devient Stab II./JG 102
- 1./JG 114 devient 5./JG 102
- 2./JG 114 devient 6./JG 102

Gruppenkommandeure (Commandant de groupe) :
| Début | Fin | Grade | Nom |
| ----- | --- | ----- | --- |
| ?     | ?   | ?     | ?   |